# Henry Bailey
Henry Bailey (n. 24 aprilie 1893, Carolina de Sud, SUA – d. 1 noiembrie 1972, Walterboro⁠(d), Carolina de Sud, SUA) a fost un trăgător de tir ce a reprezentat Statele Unite ale Americii, medaliat olimpic. A participat la o ediție a Jocurilor Olimpice (1924) în care a câștigat o medalie de aur.

## Participări
Lista de mai jos prezintă principalele competiții la care a participat Henry Bailey de-a lungul carierei.
- shooting at the 1924 Summer Olympics – men's 25 metre rapid fire pistol[*]